# 杜台興
杜台興（Tsai-Hsing TU，1950年2月21日—），臺灣射擊運動員，祖籍河南省博愛縣。6度入選奧運國手(但二度因政治因素無法出賽)、2度擔任掌旗官(蒙特婁奧運、亞特蘭大奧運與田徑選手李福恩併列)。

## 影視戲劇客串演出
- 波麗士大人(2008年)，飾演劉漢強(藍正龍飾)的父親，戲中在嘉義山區擔任義警。

## 外部連結
- 國際奧會選手網頁 （页面存档备份，存于）
- 台灣基隆市明德國中教練網頁 （页面存档备份，存于）